# 上尾市民体育館
上尾市民体育館（あげおしみんたいいくかん）は埼玉県上尾市向山にある屋内スポーツ施設である。

## 概要
スポーツ都市宣言を行った上尾市が、その殿堂として1980年3月にオープンさせた。2009年度の年間利用者数は20万人を越える。
2011年3月の東日本大震災により被災、2012年9月より閉鎖し耐震補強工事を実施し、2013年4月にリニューアルオープンした。またリニューアルオープンに合わせて指定管理者制度を導入し、公益財団法人上尾市地域振興公社が管理運営に当たっている。期間は2018年3月までの5年間。

## 施設
- アリーナ
  - 面積 - 1,856m2 48m×38m
  - 利用可能数 - バレーボール 3面、バスケットボール 2面、バドミントン 12面、卓球 32台など
- 卓球室（サブアリーナ）
  - 面積 - 308m2
  - 利用可能数 - 卓球 8台など
- 柔道場
  - 面積 - 333m2　176畳
- 剣道場
  - 面積 - 333m2
- 弓道場 3人立
- 庭球場 - ハード2面、クレー4面
- 体力相談室兼トレーニング室
- 会議室

## 主な大会・イベント
Vリーグの大会に使用されており、チャレンジリーグの上尾メディックス（当時）がホームゲームを開催している。
また、毎年3月に開かれる都道府県対抗ジュニアバスケットボール大会の会場のひとつでもある。

## 交通アクセス
- JR高崎線 上尾駅 徒歩15分
- 東武バス 市民体育館前 出入口より左側 徒歩1分